# Danny Veyt
Daniël (Danny) Veyt (Baasrode, 9 december 1956) is een gewezen Belgische voetballer. Hij voetbalde onder meer voor KSV Waregem, KSC Lokeren, AA Gent en Club Luik. Hij nam ook deel aan het WK 1986 in Mexico.

## Carrière
Danny Veyt debuteerde in 1973 bij Boom FC. De club was twee seizoenen eerder naar de Tweede Klasse gepromoveerd. Veyt speelde regelmatig en viel er meteen op met z'n neus voor doelpunten. Na slechts drie seizoenen zocht hij al andere oorden op. Hij belandde bij Sint-Niklase SK, eveneens een club uit de Tweede Klasse.
In 1980 werd hij samen met Ndingi Bokila Mandjombolo van KRC Harelbeke topschutter in de Tweede Klasse. Veyt scoorde dat seizoen 17 doelpunten. Het leverde hem een transfer naar KSV Waregem op dat toen in de Eerste Klasse speelde. Onder leiding van trainer Urbain Haesaert groeide Waregem in de jaren 80 uit tot een Belgische subtopper. In 1982 verloor Waregem de Beker van België, maar het won later wel de Supercup. In 1985 eindigde Waregem op een vierde plaats in het eindklassement, net achter RSC Anderlecht, Club Brugge en Club Luik. Hierdoor plaatste Waregem zich voor de UEFA Cup. In die UEFA Cup schitterde Waregem. Het haalde de halve finale en schakelde clubs zoals AC Milan uit. In die periode kon KSV Waregem rekenen op spelers zoals o.a. Philippe Desmet, Alain Van Baekel en Wim De Coninck. Danny Veyt was de enige profvoetballer uit een ploeg die voor de rest bestond uit semi-profs.
In de eigen competitie werd Veyt vierde in de topschutterslijst, na Erwin Vandenbergh, Didier Beugnies en Jean-Pierre Papin. De prestaties van Veyt en die van KSV Waregem leverden Veyt en Desmet een plaats op in de selectie van de Rode Duivels voor het WK 1986 in Mexico. België speelde een sterk toernooi maar greep net naast een medaille. Een jaar later trok Veyt naar het Club Luik van trainer Robert Waseige. Hij werd er ploegmaat van onder meer Danny Boffin, Jean-François De Sart en doelman Ranko Stojić. De spits speelde er regelmatig maar won er geen enkele prijs. In 1989 ruilde hij Club Luik in voor AA Gent. Daar werd hij in z'n eerste seizoen een spitsbroeder van Eddy Voordeckers. Een jaar later werd Voordeckers vervangen door Erwin Vandenbergh, met wie Veyt ook bij de nationale ploeg had gespeeld. In 1991 leidde coach René Vandereycken AA Gent naar een knappe derde plaats in het klassement.
Veyt, die ondertussen het hoogtepunt van z'n carrière had bereikt, trok in 1991 naar KSC Lokeren. De 36-jarige Veyt kon ondanks z'n leeftijd nog steeds rekenen op heel wat speelkansen. Maar in 1993 eindigde Lokeren wel op een teleurstellende voorlaatste plaats. De club degradeerde en Veyt zei het topvoetbal vaarwel. De goalgetter verhuisde naar het meer bescheiden KSV Sottegem, waar hij nog enkele seizoenen actief bleef als voetballer.
Na zijn loopbaan als voetballer ging Veyt aan de slag als voetbaltrainer. Sinds het seizoen 2011-2012 is hij T3 van KSC Lokeren, als assistent van Peter Maes, waar hij het seizoen ervoor reeds trainer van de beloften was.
Danny veyt is sinds het seizoen 2020-2021 de huidige trainer van de belofte-ploeg van ksc Lokeren-Temse. De failliet verklaarde tweedeklasser Sporting Lokeren zijn hetzelfde seizoen gefuseerd met KSV Temse.

## Palmares

### Club
Waregem
- Beker van België: 1981–82 (vice-kampioen)
- SuperCup: 1982
- UEFA Cup: 1985–86 (halvefinalist)

### Internationaal
België
- Wereldkampioenschap: 1986 (vierde plaats)[2]